# Championnat de France de hockey sur glace 1991-1992
Saison précédente Saison suivante
La saison 1991-1992 est la 71e saison du championnat de France de hockey sur glace élite qui porte le nom de Ligue Nationale.

## Ligue Nationale
| Amiens Briançon Chamonix Clermont Épinal Reims Rouen Viry |

Les huit équipes engagées sont les suivantes :
- Dragons de Rouen
- Jets de Viry-Essonne
- Diables Rouges de Briançon
- Gothiques d'Amiens
- Flammes Bleues de Reims
- Huskies de Chamonix
- Sangliers Arvernes de Clermont
- Vosgiens d'Épinal

### Formule de la saison
Toutes les équipes se rencontrent en une série de matchs aller-retour puis le classement est établi lors d'une première phase. Les six meilleures équipes se rencontrent dans une seconde phase avec au total vingt matchs pour chaque équipe et un classement qui détermine l'équipe championne de la ligue nationale.

### Résultats

#### Première phase
| Équipe                         | Pts | MJ | V  | N | D  | BP  | BC  | Diff |
| ------------------------------ | --- | -- | -- | - | -- | --- | --- | ---- |
| Diables Rouges de Briançon     | 22  | 14 | 11 | 0 | 3  | 100 | 45  | +55  |
| Dragons de Rouen               | 22  | 14 | 11 | 0 | 3  | 88  | 47  | +41  |
| Huskies de Chamonix            | 22  | 14 | 11 | 0 | 3  | 78  | 36  | +42  |
| Gothiques d'Amiens             | 19  | 14 | 9  | 1 | 4  | 81  | 61  | +20  |
| Flammes Bleues de Reims        | 13  | 14 | 6  | 1 | 7  | 78  | 70  | +8   |
| Sangliers Arvernes de Clermont | 6   | 14 | 3  | 0 | 11 | 51  | 111 | -60  |
| Jets de Viry-Essonne           | 5   | 14 | 2  | 1 | 11 | 54  | 98  | -44  |
| Dauphins d'Épinal              | 3   | 14 | 1  | 1 | 12 | 43  | 105 | -62  |

Clermont en difficulté financière a refusé de jouer la seconde phase, c'est donc l'équipe de Viry qui joue la sixième équipe de la seconde phase.

#### Deuxième phase
|   | Équipe                     | Pts | MJ | V  | D  | BP  | BC  | Diff |
| - | -------------------------- | --- | -- | -- | -- | --- | --- | ---- |
| 1 | Dragons de Rouen           | 25  | 20 | 17 | 3  | 132 | 65  | 67   |
| 2 | Huskies de Chamonix        | 22  | 20 | 15 | 5  | 103 | 7   | 36   |
| 3 | Diables Rouges de Briançon | 19  | 19 | 13 | 6  | 125 | 58  | 67   |
| 4 | Gothiques d'Amiens         | 13  | 20 | 8  | 12 | 100 | 108 | -8   |
| 5 | Flammes Bleues de Reims    | 7   | 20 | 5  | 15 | 78  | 121 | -43  |
| 6 | Jets de Viry-Essonne       | 2   | 19 | 1  | 18 | 56  | 175 | -119 |

Rouen gagne la seconde coupe Magnus de son histoire.

### Trophées
- Trophée Albert-Hassler : Christophe Ville (Chamonix)
- Trophée Charles-Ramsay : Guy Fournier (Rouen)
- Trophée Jean-Ferrand : Petri Ylönen (Rouen)
- Trophée Jean-Pierre-Graff : Lionel Orsolini (Chamonix)
- Trophée Raymond-Dewas : Peter Almasy (Briançon) et Claude Verret (Rouen)
- Trophée Marcel-Claret : Jets de Viry-Essonne

## Division 3

### Classement de la Première Phase

#### Zone Nord
1. Gothiques d'Amiens II
2. etc.

#### Zone Île-de-France
1. Peaux-Rouges d'Évry
2. Pumas de Fontenay
3. etc.

#### Zone Normandie
1. Vikings de Cherbourg
2. Léopards de Caen II

#### Zone Est
1. Scorpions de Mulhouse
2. Lions de Belfort

#### Zone Bretagne - Pays-de-la-Loire
1. Albatros de Brest
2. Dogs de Cholet
3. Cormorans de Rennes

#### Zone Alpes
1. Ours de Villard-de-Lans II
2. Lynx de Valence
3. etc.

#### Zone Sud-Ouest
1. Orques d'Anglet II
2. Taureaux de Feu de Limoges
3. Modèle:Hockey Club du Mont Dore
4. Pessac HCO
5. Grands Ducs de Brive
6. Dragons de Poitiers II

#### Zone Languedoc-Roussillon
1. Aigles des Pyrénées de Font-Romeu

### Classement de la Seconde Phase

#### Zone Nord
1. Gothiques d'Amiens II[1]
2. Peaux-Rouges d'Évry
3. Vikings de Cherbourg
4. Pumas de Fontenay
5. Scorpions de Mulhouse
6. Albatros de Brest

#### Zone Sud
1. Ours de Villard-de-Lans II
2. Aigles des Pyrénées de Font-Romeu
3. Orques d'Anglet II
4. Lynx de Valence
5. Taureaux de Feu de Limoges

### Carré Final
1. Vikings de Cherbourg
2. Peaux-Rouges d'Evry
3. Aigles des Pyrénées de Font-Romeu
4. Ours de Villard-de-Lans II

Les Vikings de Cherbourg sont Champions de France de Division 3.